# Маркова, Виктория Эммануиловна
Виктория Эммануиловна Маркова (род. 21 сентября 1942, Москва) — советский и российский искусствовед, специалист по истории итальянской живописи XIV—XVIII веков, доктор искусствоведения (1991), профессор, главный научный сотрудник ГМИИ имени А. С. Пушкина. Заслуженный деятель искусств РФ (1998).

## Биография
В 1967 году окончила исторический факультет МГУ им. М. В. Ломоносова (кафедра истории и теории искусства). Защитила дипломную работу по теме «История и развитие итальянского натюрморта XVII века». Ученица профессора В. Н. Лазарева.
В 1986 году защитила кандидатскую диссертацию «Проблемы итальянской живописи XVII—XVIII вв.: в свете новых атрибуций», в 1991 году — докторскую («От истоков Возрождения до эпохи Баррокко : атрибуции и исследования произведений итальянской живописи XIV—XVIII веков в советских собраниях»). В 1991—1992 годах получала стипендию Гарвардского университета для научной стажировки в Фонде Бернсона (Villa i Tatti) в Сеттиньяно (Флоренция). В 2009 году получила стипендию Института Макса Планка для научной стажировки в Институте истории искусства (Библиотека Герциана) в Риме.
Виктория Маркова разработала для Пушкинского музея (ГМИИ) проект современной экспозиции итальянской живописи VIII—XVIII веков. Входит в составы редколлегий журнала  Rivista d’Arte (издательство Leo S. Olschki) и серии монографий  Le voci del museo (издательство Edifir).
Член Учёного совета ГМИИ и Учёного совета Отделения истории и теории искусства исторического факультета МГУ. Внештатный эксперт Министерства культуры РФ по ввозу и вывозу предметов искусства.

## Круг научных интересов
В. Э. Маркова занимается исследованием проблем развития итальянской живописи XIV—XVIII веков, истории коллекционирования в России и вопросами атрибуции картин итальянских мастеров.
Предмет её особого внимания и научного интереса составляет живопись Италии XVII века, особенно творчество Караваджо и мастеров его круга. Её заслугой является определение и публикация картин ранее неизвестных картин Бартоломео Манфреди, Франческо Рустичи, Массимо Станционе, Симона Вуэ, Клода Виньона. Сделав ряд принципиально важных открытий, она внесла весомый вклад в изучение творчества Томмазо Салини, зарекомендовав себя наиболее авторитетным в мире специалистом в данной области. В качестве члена научного комитета принимала активное участие в организации и подготовке, как самой выставки, так и каталога, выставки Roma al tempo di Caravaggio (Рим во времена Караваджо), прошедшей в римском Палаццо Венеция в 2010—2011 годах в (Roma al tempo di Caravaggio, Roma, Palazzo Venezia, 2011—2012).
Признана опытным экспертом в области итальянской живописи XIV—XVIII веков. Благодаря её усилиям многие сотни произведений мастеров этого периода, находящихся как в России, так и за рубежом, были атрибутированы. Среди них картины Тициана, Джулио Романо, Джорджо Вазари, Кавалера д’Арпино, Гвидо Рени, Бернардо Строцци, Бартоломео Манфреди, Томмазо Салини, Массимо Станционе, Валерио Кастелло, Луки Джордано, Карло Маджини и многих других мастеров.
На протяжении всех лет работы в ГМИИ им. А. С. Пушкина активно содействовала пополнению собрания итальянской живописи в музее. При её непосредственном участии музей приобрел в общей сложности около 150 произведений.

## Преподавательская деятельность
С середины 1980-х годов по приглашению В. Н. Гращенкова преподавала на искусствоведческом отделении МГУ, где читала спецкурс и вела семинар по методике атрибуционной работы, а также читала курс «Музееведение и история собирательства».
С конца 1980-х годов неоднократно приглашалась для чтения лекций и проведения семинарских занятий в учебные заведения Италии: в  Высшую нормальную школу в Пизе, в Болонский университет (в качестве профессора по контракту), в Урбинский университет, во Флорентийский университет, в Католический университет в Милане, а также в Фонд Роберто Лонги во Флоренции, где проводила семинары по методике атрибуционной работы.
С 1998 по 2004 годы преподавала в Академии живописи, ваяния и зодчества, где читала курсы «История западноевропейского искусства XIV—XVIII веков» и «История собирательства». С 2004 по 2007 год преподавала в РГГУ.
Неоднократно принимала участие в различных научных конференциях и симпозиумах, как в России, так и за рубежом.

## Семья
Супруг — Иван Порто (1939—2009, Москва), искусствовед, коллекционер и фотохудожник. За свою жизнь собрал обширную коллекцию произведений искусства, которая насчитывает 390 произведений живописи, графики и скульптуры русских и советских художников с 1930-х годов до начала XXI века, а также за годы жизни им было собрано свыше 1700 книг.
В 2012 году В. Э. Маркова передала в дар Краснодарскому краевому художественному музею им. Ф. А. Коваленко коллекцию художественных произведений своего мужа по искусству.

## Награды

### Российские
- Орден Дружбы (30 мая 2012)[1].
- Заслуженный деятель искусств РФ (9 июля 1998)[2].
- Премия Правительства РФ в области культуры (23 января 2008)[3].
- Почётная грамота Президента Российской Федерации (29 июня 2018)[4]

### Иностранные
- Орден Звезды Италии степени кавалера (2 мая 2012)[5].

## Кураторские проекты
- 1984 год — Автор и куратор знаменитой выставки «Картины итальянских мастеров XIV—XVIII веков из музеев СССР в ГМИИ им. А. С. Пушкина». На выставке было показано 96 произведений из 30 музеев Советского союза. Получила весьма высокие отзывы в итальянской прессе (Каталог: «Картины итальянских мастеров XIV—XVIII веков из музеев СССР». М.: Советский художник, 1986).
- 2004—2005 годы — Куратор и научный редактор каталога совместной итало-российской выставки «От Джотто до Малевича» (Рим, Москва).
- 2007 год — Куратор и автор каталога выставки «Итальянская живопись XVI—XX веков из собрания ГМИИ», прошедшей в Италии в городе Верона.
- 2011 год — Специальный кураторский проект — выставка «Живопись Италии XIV—XVIII веков из частных собраний Москвы», экспонировавшаяся в Москве в рамках ежегодного Антикварного салона (Каталог: «Живопись Италии XIV—XVIII веков из частных собраний Москвы». М.: 2011 — на русском и итальянском языках).
- 2011—2012 гг. — Куратор совместной итало-российской выставки и каталога Караваджо (премия The Art News Paper. Russia за лучший выставочный проект 2012 года) и других выставочных проектов, приуроченных к Году итальянской культуры в России.
- 2012 год — Куратор итальянского раздела выставки «Западноевропейская живопись из музеев Украины» (ГМИИ).
- 2013 год — Куратор выставки и каталога «Тициан» (ГМИИ).
- 2017 год — Куратор выставки «Джорджо Моранди. 1890—1964» (ГМИИ)[6]

## Избранные публикации
Маркова является автором свыше 200 печатных трудов и статей на русском и иностранных языках, в числе которых фундаментальный научный каталог собрания итальянской живописи в ГМИИ (Каталог итальянской живописи VIII—XX веков из собрания ГМИИ. В 2 томах (Государственный музей изобразительных искусств имени А. С. Пушкина. Собрание живописи). М.: Галарт, 2002).
- Новые атрибуции произведений западноевропейской живописи в музеях СССР. — Музей-1. М., 1980. С. 37—53.
- Мастер и мастерская. К анализу творческой практики итальянских живописцев XVII—XVIII веков. — Советское искусствознание-81. М., 1982. С. 148—174.
- Проблемы итальянской живописи XVII—XVIII вв. : в свете новых атрибуций : диссертация … кандидата искусствоведения : 07.00.12. — Москва, 1982. — 214 с.
- Караваджо и классическая традиция итальянского искусства. — Советское искусствознание-83. Вып. 1, М., 1984. С. 75—84.
- Тема «Sacra Conversazione» в творчестве Лоренцо Лотто. — В сб.: Искусство Венеции и Венеция в искусстве. Материалы научной конференции «Випперовские чтения — 1986». М., 1988. С. 42—53.
- О двух манерах мастера барокко — Советское искусствознание, Вып. 22, М., 1987. С. 226—237.
- От истоков Возрождения до эпохи Баррокко : атрибуции и исследования произведений итальянской живописи XIV—XVIII веков в советских собраниях : диссертация … доктора искусствоведения : 07.00.12 / МГУ им. М. В. Ломоносова. — Москва, 1991.

Книги:
- Итальянская живопись в собрании Государственного музея изобразительных искусств имени А. С. Пушкина / Автор В. Э. Маркова. — Москва : Изобразительное искусство, 1985-
- Картины итальянских мастеров XIV—XVIII веков из музеев СССР / Государственный музей изобразительных искусств им. А. С. Пушкина ; Автор каталога и вступительной статьи В. Э. Маркова. — Москва : Советский художник, 1986. — 263 с. : ил.; 30 см.
- Итальянская живопись XIII—XVIII веков : [альбом] / В. Э. Маркова ; Гос. музей изобразительных искусств им. А. С. Пушкина. — Москва : Изобразительное искусство, 1992. — 382 с. : цв. ил.; 30 см; ISBN 5-85200-175-9
- Италия…веков = Italy…centuries : Собр. живописи / Виктория Маркова ; Гос. музей изобраз. искусств им. А. С. Пушкина. — Москва : Галарт, 2002
- Пьетро Перуджино. Голицынский триптих. М., 2004.
- Антонелло да Мессина. Святой Себастьян. М., 2006.
- Тициан. Портрет неизвестного с серыми глазами. М., 2009.
- От Рафаэля до Гойи : шедевры из Музея изобразительных искусств, Будапешт / М-во культуры Российской Федерации, М-во образования и культуры Венгерской респ., Гос. музей изобразительных искусств им. А. С. Пушкина, Музей изобразительных искусств, Будапешт; [науч. ред.: Виктория Маркова, Ильдико Эмбер]. — Москва : Красная площадь, 2010. — 143 с. : цв. ил., портр.; 26 см; ISBN 978-5-91521-027-0
- От Рафаэля до Гойи [Текст] : шедевры из Музея изобразительных искусств, Будапешт : [ГМИИ им. А. С. Пушкина, 8 июня-29 августа 2010 года] : [каталог] / [авт. каталога: Илона Балог и др. ; науч. ред.: Ильдико Эмбер, Виктория Маркова и др. ; пер. на рус.: Лили Борош; фот.: Денеш Йожа, Андраш Ражо] ; М-во культуры Российской Федерации, М-во образования и культуры Венгерской Республики, Гос. музей изобразительных искусств им. А. С. Пушкина, Музей изобразительных искусств, Будапешт. — 2-е изд. — Москва : Красная площадь, 2010. — 143 с. : цв. ил.; 26 см; ISBN 978-5-91521-029-4
- Живопись Италии XIV—XVIII веков из частных собраний [Текст] = Pittura Italiana dal XIV al XVIII secolo nelle collezioni private di Mosca / Виктория Маркова ; М-во культуры Российской Федерации, Посольство Италии в Москве [и др.]. — Москва : Красная площадь, 2011. — 110, [2] с. : ил., цв. ил., портр.; 30 см; ISBN 978-5-91521-035-5
- Караваджо [Текст] : картины из собраний Италии и Ватикана : каталог выставки, Государственный музей изобразительных искусств имени А. С. Пушкина, 26 ноября 2011 — 19 февраля 2012 / М-во культуры Российской Федерации, М-во культурного достояния и деятельности в сфере культуры Италии, Посольство Италии Российской Федерации, Гос. музей изобразительных искусств им. А. С. Пушкина; [науч. ред. В. Маркова]. — Москва : Изд-во СканРус, 2011. — 143 с. : цв. ил.; 28 см; ISBN 978-5-4350-0014-6
- Коллекция Ивана Борисовича Порто, 1939—2009 [Текст] : каталог произведений, переданных в дар Краснодарскому краевому художественному музею имени Ф. А. Коваленко Викторией Марковой / Департамент культуры Краснодарского Края, Краснодарский краевойу художественный музей им. Ф. А. Коваленко; [авт.-сост. В. Э. Маркова и и др.]. — Краснодар : МС-Центр, 2011. — 209 с. : ил., портр., цв. ил., портр.; 29 см; ISBN 978-5-9901309-8-2
- Возвращение «Святого Луки». Западноевропейская живопись VI—XVIII веков из музеев Украины [Текст] : каталог выставки в Государственном музее изобразительных искусств имени А. С. Пушкина (Москва, ГМИИ им. А. С. Пушкина, 16 июля 2012-9 сентября 2012) / М-во культуры Российской Федерации, М-во культуры Украины, Гос. музей изобразительных искусств им. А. С. Пушкина, Нац. музей искусств им. Богдана и Варвары Ханенко; [Ольга Бабенко (Полтава), Виктория Маркова и др.]. — Москва : СканРус, 2012. — 223 с. : цв. ил.; 28 см; ISBN 978-5-4350-0039-9
- Портреты коллекционеров. Русское и западноевропейское искусство из частных собраний Москвы [Текст] / М-во культуры Российской Федерации, Гос. музей изобразительных искусств им. А. С. Пушкина; [сост. В. Маркова и др.]. — Москва : СканРус, 2012. — 415 с. : цв. ил., портр.; 28 см; ISBN 978-5-4350-0021-4
- Караваджо и последователи = Caravaggio and bis follwers: картины из собраний Фонда Роберто Лонги во Флоренции и ГМИИ имени А. С. Пушкина: каталог выставки Караваджо и последователи, 15 сентября — 2015 — 10 января 2016 / Министерство культуры Российской Федерации, Государственный музей изобразительных искусств имени А. С. Пушкина, Посольство Италии в России, Фонд Роберто Лонги, Флоренция; научная редакция Виктория Маркова. — Москва : Арт Волхонка, 2015. — 246 с. : ил., цв. ил., портр.; 28 см; ISBN 978-5-9906870-3-5
- Венецианская ведута: образы времени [Текст] / Виктория Маркова. — Москва : Арт Волхонка, 2018. — 126, [1] с. : ил., цв. ил., портр.; 18 см. — (Серия «Ракурс»).; ISBN 978-5-906848-81-9
- От Тьеполо до Каакалетто и Гварди = Da Tiepolo a Canaletto e Guardi : из Городского музея Палаццо Кьерикати в Виченце, из Коллекции Интеза Санпаоло — Галереи Италии, Палаццо Леони Монтанари в Виченце, из ГМИИ им. А. С. Пушкина в Москве : [каталог] / Министерство культуры Российской Федерации, Государственный музей изобразительных искусств имени А. С. Пушкина, Городские музеи Виченцы [и др. ; научная редакция В. Маркова, Дж. Карло и др.]. — Москва : Арт Волхонка, 2018.
- Артемизия Джентилески и современники = Artemisia Gentileschi & her contemporaries : картины из собраний Музея и Королевского парка Каподимонте, Неаполь и ГМИИ им. А. С. Пушкина, Москва : [каталог] / [научная редакция: В. Маркова]. — Москва : Арт Волхонка, 2019. — 95 с. : цв. ил.; 22x22 см; ISBN 978-5-906848-86-4
- Тьеполо, Каналетто, Гварди и современники : картины венецианских мастеров XVIII века из собрания ГМИИ им. А. С. Пушкина при участии Нижегородского государственного художественного музея, 1 июля — 7 ноября 2021 : [каталог выставки] / Министерство культуры Российской Федерации [и др.]; автор идеи проекта и куратор выставки Виктория Маркова. — Москва : Арт Волхонка, cop. 2021. — 126 с. : цв. ил., портр.; 26х25 см; ISBN 978-5-907387-07-2
- Пушкинский музей. Государственный музей изобразительных искусств имени А. С. Пушкина : [иллюстрированный альбом : 16+] / Виктория Маркова, Наталья Александрова. — Москва : Слово/Slovo, 2023. — 494 с. : цв. ил., портр.; 30 см. — (Великие музеи Мира).; ISBN 978-5-387-01850-3
- Маркова В. Э. Караваджо и другие. Проблемы итальянской живописи эпохи барокко. М., Искусство — XXI век, 2023. 376 с. ISBN 978-5-98051-239-2

Свыше 50 статей В. Э. Марковой опубликованы в зарубежных периодических изданиях, посвященных вопросам истории искусства. Среди них Antichità viva, Arte documento, Arte Veneta, Bollettino d’Arte, The Burlington Magazine, Mitteilungen des Kunsthistorischen Institutes in Florenz, Paragone, Quadri & Sculture, Rivista d’Arte, Venezia Cinquecento, а также различные научные сборники.
- Un cofanetto della collezione del Museo di Kiev e alcuni aspetti dell’attività del «Maestro del dittico Poldi-Pezzoli» — Paragone, 1983, n. 397, pp. 3-12.
- Un «Baccanale» ritrovato di Giorgio Vasari, proveniente dalla Galleria Gerini — Kunst des Cinquecento in der Toscana. München, 1992, S. 237—241
- Qualche nota sul Seicento senese: Rutilio Manetti e Francesco Rustici — Studi di storia dell’arte in onore di Mina Gregori. Milano, 1994, pp. 245—249.
- Su Tommaso Salini pittore di nature morte — Paragone, 1999, n. 23 (587), pp. 97-104.
- Il Cavalier d’Arpino e la pala d’altare per San Pietro — Rivista d’Arte, Vol. I, 2011, pp. 97-110.

## Лекции
- "Подлинная история Джоконды и мифы, превратившие её в самый прославленный шедевр мирового искусства
- «Тициан и другие… Тайны старинных картин»
- «Мировой рынок искусства на грани взрыва» (недоступная ссылка)
- «Почему распилили „Усекновение главы Иоанна Предтечи“?»
- «Выставка произведений Караваджо в Москве»